# Kadaixman-Enlil II
Kadaixman-Enlil II o Kadašman-Enlil II va ser fill i successor de Kadaixmanturgu com a rei cassita de Babilònia, d'Accàdia, del País de la Mar i de Khana. Va regnar a la meitat del segle xiii aC. En accedir al tron era menor d'edat i va quedar sota tutela del Resh Sharri (una espècie de primer ministre o de visir) Itii-Marduk-balatu.
El rei hitita Hattusilis III tenia un tractat d'amistat amb Babilònia, que havia signat amb el seu pare Kadaixmanturgu. El Resh Sharri Itii-Marduk-balatu, que de fet governava, va mostrar una gran hostilitat contra Hattusilis, i el rei hitita va escriure una carta, que es conserva, quan Kadaixman-Enlil va ser major d'edat, queixant-se del tracte del primer ministre contra els hitites. El tracta d'home diabòlic al que els deus havien deixat viure massa temps. Es queixa de que Itii-Marduk-balatu l'hagués tractat amb menyspreu, ignorant els tractats d'amistat entre els dos pobles, i la interrupció de missatgers i enviats diplomàtics entre els regnes adduint els atacs de les tribus dels akhlamu i les incursions dels assiris. Tot el to de la carta busca restablir les relacions diplomàtiques i d'amistat entre els dos regnes i que l'acció del visir Itii-Marduk-balatu havia enterbolit. Hattusilis buscava sens dubte l'aliança amb Babilònia per fer front al poder d'Assíria que l'amenaçava a les fronteres orientals, i també per fer front a Egipte en cas de conflictes fronterers. Normalitzades les relacions, es va enviar una filla d'Hattusilis III a Babilònia per casar-se amb el rei i el mateix rei hitita es va casar amb una princesa babilònia.
Una filla de Kadaixman-Enlil II es va casar amb el faraó Amenofis o Amenhotep III, per garantir unes bones relacions amb Egipte.
El va succeir Kudur-Enlil, probablement un germà, segons la Llista dels reis de Babilònia.